# Xylulose-5-phosphat
Xylulose-5-phosphat ist die am C5-Atom phosphorylierte Form der Pentose Xylulose ist ein Stoffwechselintermediat vieler Lebewesen. In der Natur kommt ausschließlich das D-Isomer vor.

## Bedeutung
Xylulose-5-phosphat (XP5) ist ein wichtiges Intermediat im Pentosephosphatweg und kann dort aus Ribulose-5-phosphat epimerisiert werden. Diese Reaktion katalysiert eine Ribulosephosphat-3-Epimerase. Xylulose-5-phosphat und Ribose-5-phosphat werden im Pentosephosphatweg dann durch eine Transketolase zu Sedoheptulose-7-phosphat und Glycerinaldehyd-3-phosphat umgesetzt.
Daneben hat Xylulose-5-phosphat auch eine Funktion als Signalmolekül. Es entsteht im Pentosephosphatweg, der bei hohem Blutzuckerspiegel in der Leber verstärkt abläuft – wie auch die Glykolyse. Dort stimuliert XP5 die Proteinphosphatase 2A (PP2A), die das bifunktionelle Enzym PFKFB dephosphoryliert. In dieser Form wird die Kinasefunktion aktiviert, wodurch sich Fructose-2,6-bisphosphat vermehrt bildet. Fructose-2,6-bisphosphat wiederum aktiviert die Phosphofructokinase (PFK), den Kontrollpunkt der Glykolyse. In dessen Folge läuft die Glykolyse verstärkt ab, es bildet sich viel Pyruvat bzw. Acetyl-CoA.
Gleichzeitig dephosphoryliert PP2A auch einen Transkriptionsfaktor, das carbohydrate-responsive element-binding protein ChREBP, das dadurch aktiviert wird. ChREBP stimuliert das Ablesen der Gene für die Lipidsynthese und die Fettsäuresynthese kann beginnen.
In der Kombination entstehen demnach Acetyl-CoA aus der Glykolyse und NADPH aus dem Pentosephosphatweg, die zur Bildung von Fettsäuren benötigt werden. Damit wird überschüssige Glucose infolge einer guten Ernährung zum Aufbau von Fetten genutzt.